# Bank of Communications
Bank of Communications Limited (BoCom o BoComm) (en chino tradicional, 交通銀行; en chino simplificado, 交通银行; pinyin, Jiāotōng Yínháng; a menudo abreviado como 交行), fundado en 1908, es uno de los grandes bancos de China.

## Historia

### Antes de 1949
El Bank of Communications fue fundado en el año 1908 (el 34.º año del periodo Guangxu, Dinastía Qing) y se convirtió en uno de los pocos y primeros grandes bancos nacionales y emisores de moneda en los primeros años de la República de China. Fue constituido como "el banco para el desarrollo de la industria nacional". Para expandir su negocio al plano internacional, el banco abrió su primera sucursal en Hong Kong el 27 de noviembre de 1934.

### Después de 1949

#### República de China
Después de la guerra civil china finalizada en 1949, el Bank of Communications, como el Banco de China, fue dividido efectivamente en dos ramas operativas, una parte relocalizada en la isla de Taiwán con el gobierno del Kuomintang. En Taiwán, el banco también es conocido como el Banco de Transporte (Bank of Transportation; 交通銀行, Chiao Tung Bank). Finalmente se fusionó con el International Commercial Bank of China (中國國際商業銀行), el renombrado Banco de China en Taiwán después de su privatización para convertirse en el
Mega International Commercial Bank (兆豐國際商業銀行).

#### República Popular de China
Las operaciones en la China continental corresponden al actual Bank of Communications.
Obedeciendo las decisiones del Consejo de Estado de reestructurar el banco en 1986, el banco fue entonces reestructurado y recomenzó sus operaciones el 1 de abril de 1987. Desde entonces, su sede central ha sido desplazad de Pekín a Shanghái.

## En la actualidad

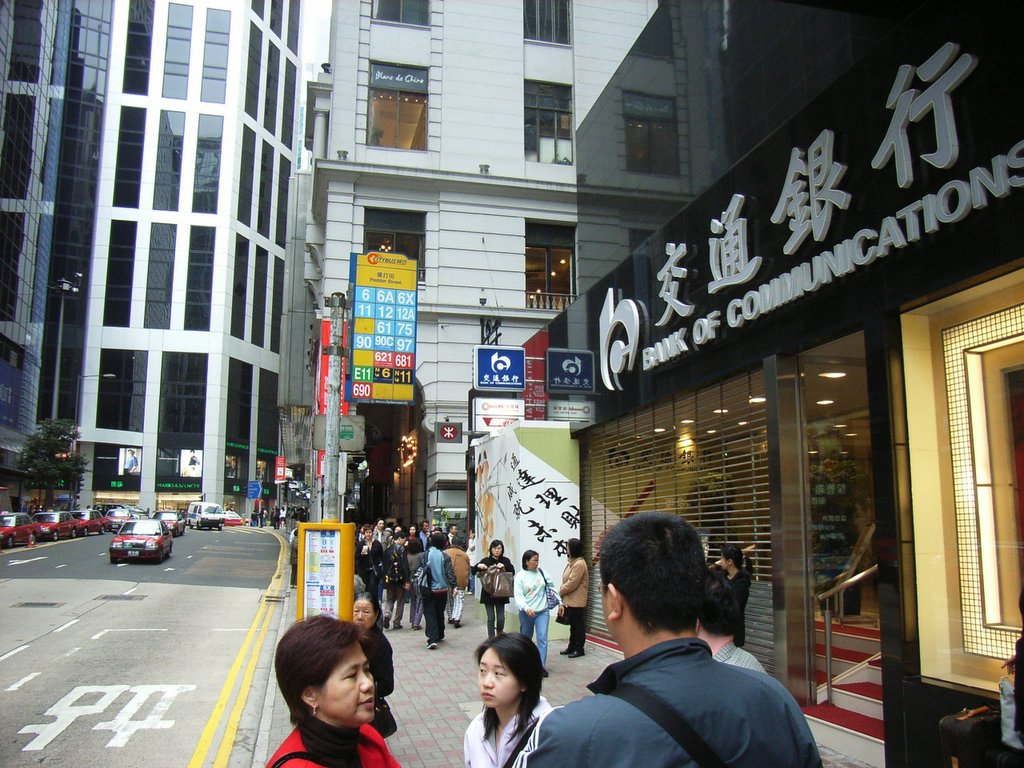
Una sucursal del Bank of Communications Hong Kong.

Hoy en día, el Bank of Communications se encuentra entre los 5 bancos comerciales de China y tiene una amplia red comercial de más de 2.500 sucursales cubriendo más de 80 grandes ciudades. Aparte de Hong Kong, el banco también ha establecido sucursales en el extranjero en Nueva York, Tokio, Singapur y oficinas de representación en Londres y Fráncfort del Meno. A finales de 2002, el banco tenía más de 45.000 empleados y activos totales que alcanzaban los RMB 766.874 millones.
El banco fue proclamado "El Mejor Banco de China" por las reconocidas revistas especializadas Euromoney y Global Finance en 1998 y 1999 respectivamente. De acuerdo con el más reciente ranking de 1000 bancos en todo el mundo elaborado por la revista autorizada The Banker, Bank of Communications estaba clasificado en la posición 94, su primera aparición en la lista de los Top-100. Además, en la edición de febrero de 2003 de The Banker también clasificó al Bank of Communications el 92.º entre los 100 bancos prestamistas más eficientes del mundo.
A enero de 2005, el 19,9 % del banco es propiedad del HSBC.